# Saxifraga stolonifera
Saxifraga stolonifera é uma espécie de planta com flor pertencente à família Saxifragaceae. 
A autoridade científica da espécie é Meerb., tendo sido publicada em Afbeeld. , pl. 23. 1775.

## Portugal
Trata-se de uma espécie presente no território português, nomeadamente no Arquipélago dos Açores e no  Arquipélago da Madeira.
Em termos de naturalidade é introduzida nas duas regiões atrás referidas.

## Protecção
Não se encontra protegida por legislação portuguesa ou da Comunidade Europeia.